# Pendule inversé
En physique, un pendule inversé est un pendule simple. Il présente une position d'équilibre instable s'il est maintenu vertical à 180°, mais cette position est maintenue par un système de contrôle ou par excitation de Kapitza. C'est un problème de physique non linéaire.

## Équation du mouvement
La situation est exactement la même que celle décrite pour le pendule simple, en considérant une tige rigide mais de masse négligeable. On définit donc :
- θ l'angle formé entre la tige et l'axe vertical orienté vers le haut ;
- m la masse du pendule ;
- l la longueur de la tige ;
- g l'accélération de la pesanteur ;

On note les dérivées temporelles par un point :
{\displaystyle {\dot {\theta }}={\frac {d\theta }{dt}}} et {\displaystyle {\ddot {\theta }}={\frac {d{\dot {\theta }}}{dt}}}.
On peut alors établir la période des oscillations :
{\displaystyle \omega _{0}^{2}={\frac {g}{l}}}.
L'énergie cinétique est :
{\displaystyle E_{c}={\frac {ml^{2}{\dot {\theta }}^{2}}{2}}}.
L'énergie potentielle de gravité :
{\displaystyle E_{p}=mgl(1+\cos \theta )}.
Si le pendule est laissé libre, on peut écrire la conservation de l'énergie mécanique, {\displaystyle E=E_{c}+E_{p}}. Alors, on obtient :
{\displaystyle {\ddot {\theta }}-\omega _{0}^{2}\sin \theta =0}.
La différence avec le pendule simple est que le pendule est en position haute ; cela correspond à un maximum de l'énergie potentielle, c'est-à-dire à un équilibre instable.

## Pendule inversé sur un chariot

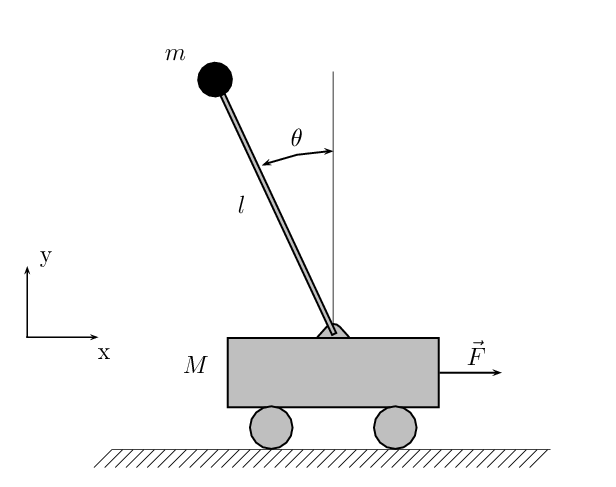
Un pendule inversé sur un chariot

On peut établir les équations du mouvement à partir de la mécanique lagrangienne : en notant x(t) la position du chariot, {\displaystyle \theta (t)} l'angle formé entre la tige et la verticale, le système étant soumis à la gravité et à une force F, extérieure et selon l'axe x, le lagrangien est :
{\displaystyle {\mathcal {L}}=T-V}
avec T l'énergie cinétique et V l'énergie potentielle. On a ainsi :
{\displaystyle {\mathcal {L}}={\frac {1}{2}}Mv_{1}^{2}+{\frac {1}{2}}mv_{2}^{2}-mg\ell \cos \theta }
avec {\displaystyle v_{1}} la vitesse du chariot et {\displaystyle v_{2}} celle de la masse {\displaystyle m}.
On peut exprimer {\displaystyle v_{1}} et {\displaystyle v_{2}} à partir de x et {\displaystyle \theta } :
{\displaystyle v_{1}^{2}={\dot {x}}^{2}}
{\displaystyle v_{2}^{2}={\left({\dot {x}}-\ell {\dot {\theta }}\cos \theta \right)}^{2}+{\left(-\ell {\dot {\theta }}\sin \theta \right)}^{2}} ce qui s'écrit encore :
{\displaystyle v_{2}^{2}={\dot {x}}^{2}-2{\dot {x}}\ell {\dot {\theta }}\cos \theta +\ell ^{2}{\dot {\theta }}^{2}}
Le lagrangien est donné par :
{\displaystyle {\mathcal {L}}={\frac {1}{2}}\left(M+m\right){\dot {x}}^{2}-m\ell {\dot {x}}{\dot {\theta }}\cos \theta +{\frac {1}{2}}m\ell ^{2}{\dot {\theta }}^{2}-mg\ell \cos \theta }
et les équations du mouvement sont donc :
{\displaystyle {\mathrm {d}  \over \mathrm {d} t}{\partial {\mathcal {L}} \over \partial {\dot {x}}}-{\partial {\mathcal {L}} \over \partial x}=F}
{\displaystyle {\mathrm {d}  \over \mathrm {d} t}{\partial {\mathcal {L}} \over \partial {\dot {\theta }}}-{\partial {\mathcal {L}} \over \partial \theta }=0}
En simplifiant ces équations, on obtient les équations, non linéaires, du mouvement du pendule :
{\displaystyle \left(M+m\right){\ddot {x}}-m\ell {\ddot {\theta }}\cos \theta +m\ell {\dot {\theta }}^{2}\sin \theta =F}
{\displaystyle \ell {\ddot {\theta }}-{\ddot {x}}\cos \theta =g\sin \theta }